# Modaladverb
Modaladverb ist eine Bezeichnung, die in der deutschen Grammatik manchmal benutzt wird, um verschiedene Unterkategorien der Wortart Adverb zusammenzufassen, nämlich solche Adverbien, mit denen Art und Weise, Ausmaß oder Intensität eines Vorgangs näher bestimmt werden können. Die Kategorie ist etwas unscharf abgegrenzt, aber jedenfalls weiter gefasst als nur „Art und Weise“. Sie bezieht sich dabei aber ausdrücklich nicht auf Modalität (im Sinne von Möglichkeit und Notwendigkeit), insofern ist die Bezeichnung Modaladverb potenziell missverständlich.
Wesentlich für die Bestimmung der Klasse ist, dass es sich um Wörter handelt, die als Modaladverbial (auch: Modalbestimmung) dienen können; hierbei ist Modaladverbial die Bezeichnung für eine Funktion im Satz, wogegen Modaladverb die Bezeichnung für eine Wortart ist. In der Funktion eines Modaladverbials können daneben auch Präpositionalphrasen, Adjektive oder adverbielle Nebensätze auftreten. Ein Modaladverb ist dann ein Einzelwort mit derselben Funktion, das keiner anderen Wortart eindeutig zugeordnet werden kann. Insbesondere unterscheiden Adverbien sich von Adjektiven dadurch, dass sie unveränderlich (unflektierbar) sind. Typische Beispiele für Modaladverbien sind: „eilends“, „halbwegs“, „sehr“.
Ein ähnlicher Begriff in manchen Grammatiken ist auch modifikatives Adverb; zur inhaltlichen Abgrenzung siehe im Artikel Modaladverbial.

## Mehrdeutigkeit der Bezeichnung
Die Wortartbezeichnung Modaladverb lädt zu Missverständnissen ein, weil der enthaltene Wortbestandteil „modal“ für sich genommen mehrdeutig ist: Dieses Adjektiv kann sich zum einen (wie hier) auf „Modus“ ungefähr im Sinne von „Art / Verfahrensweise“ beziehen, aber „modal“ kann sich zweitens auch auf den sprachwissenschaftlichen Begriff der Modalität beziehen – also Möglichkeit und Notwendigkeit. Daher kommt es, dass die hier angesprochenen Begriffe Modaladverb und Modaladverbial (einschließlich Modalsatz) in einem anderen Sinn gemeint sind als die gleichartig aussehenden Begriffe Modalität, Modalverb, Modalwort.
Die Bedeutung von Modaladverb, in der modal sich von einem lateinischen Wort für „Art und Weise“ herleitet, ist die standardmäßige Verwendung in der Germanistik. Darunter fallen dann Angaben zu Qualität, Art und Weise, Quantität oder Intensität eines Vorgangs, ferner zu Begleitumständen eines Vorgangs oder zu den Einstellungen, die ein handelndes Subjekt zum Vorgang hat. Im vorliegenden Artikel wird nur diese Bedeutung zugrunde gelegt.
In geringerem Maß finden sich in der Literatur jedoch auch Erwähnungen, wo ein Adverb gemeint ist, das  (analog zur Bedeutung von „Modalverb“) Konzepte der Modalität ausdrückt: Dies sind dann Adverbien wie „vielleicht, wahrscheinlich, notwendigerweise“ etc. Die Bezeichnung dieses Typs als „Modaladverb“ kommt in den hier herangezogenen Quellen nicht in ausdrücklichen Begriffsdefinitionen vor und trägt manchmal Anzeichen von verkürzten Redeweisen oder terminologischen Versehen. Eindeutigere Bezeichnungen für diese Klasse sind „Satzadverb“ oder (in einer älteren Terminologie) „Modalwort“.
In der Grammatik des Englischen jedoch bezeichnet „modal adverb“ regelmäßig nur Adverbien der Modalität und ist daher in der Regel nicht gleichbedeutend mit dem „Modaladverb“ im Sinne der germanistischen Literatur. Im Spanischen wird zwischen Modalverb als „verbo modal“ und Modaladverb als „adverbio de modo“ unterschieden (zu letztern zählen etwa die Wörter así „so“, bien „gut“ usw.).

## Einordnung in die Klasse Modaladverbial
Mit Adverbial ist die Funktion eines Satzglieds gemeint. Modaladverbiale werden daher nach Bedeutungseigenschaften klassifiziert. Modaladverbiale sind direkt verbbezogene Adverbiale (keine Satzadverbiale), die weder temporale, lokale noch kausale Bedeutung haben. Meist wird zur Erläuterung des Begriffs eine Reihe von Unterklassen angegeben, wobei die Listen sich in der Literatur unterscheiden. – Das Modaladverb ist dann einer von mehreren Typen von Ausdrücken, die die Funktion eines Modaladverbials im Satz übernehmen können.

### Das Adverb als Formtyp von Modaladverbialen
Die Bezeichnung Adverbial schließt beliebige grammatische Formen und Wortarten ein, beispielsweise für den Fall der Modaladverbiale:
- Präpositionalphrasen, z. B. „mit großem Schwung“,
- Nominalphrasen, z. B. „stolz erhobenen Hauptes (davongehen)“ (hier im adverbiellen Genitiv)
- Adverbialsätze, genauer hier Modalsätze: „...wie es sich gehört“,
- Adjektive: „sorgfältig“,
- Adverbien: „blindlings“.

Als Modaladverb bezeichnet man vor diesem Hintergrund also Einzelwörter, die als Modaladverbial dienen können und sich keiner anderen Wortart eindeutig zuordnen lassen. Insofern kann man sie als Restklasse einstufen. Viele Modaladverbien sind als Einzelfälle durch erstarrte Ableitungen aus Substantiven oder anderen Wortarten entstanden (etwa „flugs“, das ursprünglich ein Genitiv zu „Flug“ war) oder sind als Zusammenrückungen aus zusammengesetzten Ausdrücken entstanden (wie etwa „hinterrücks“ aus „hinter dem Rücken“).

### Bedeutungstypen
Die Bedeutungstypen, die für Modaladverbien genannt werden können, decken sich weitgehend mit den inhaltlichen Funktionen der Modaladverbiale allgemein – siehe dort für genauere Diskussion der verschiedenen Bedeutungen:
- Art und Weise
- Grad und Maß
- Begleitung (Komitativ) und Begleitumstände
- Instrument
- Einstellung

Einschränkungen bei der Ausdrucksform Modaladverb sind hierbei lediglich, dass Instrumentale anscheinend nie durch einfache Adverbien ausdrückbar sind (sondern in der Regel Präpositionalphrasen mit „mit“ zeigen) und dass bei Komitativen das Wort „zusammen“ das einzige Beispiel für ein Adverb ist.
Der Ausdruck von Art und Weise geschieht am häufigsten durch adverbiell gebrauchte Adjektive, z. B. „sorgfältig, freudig, elegant, schnell, laut“ etc. Beispiele für Modaladverbien der Art und Weise sind im Gegensatz dazu:
- „kopfüber, blindlings, jählings, eilends, hinterrücks, insgeheim“.

In der Fachliteratur werden Adverbien der Einstellung von der Kategorie Art und Weise unterschieden (siehe Modaladverbial #Einstellung). Häufigstes Beispiel ist das Wort „gerne“: Dieses Wort gibt nicht an, wie eine Handlung verläuft, sondern dass man „es mag, wenn es geschieht“.
Grad und Maß werden sogar überwiegend von Adverbien bezeichnet und weniger von anderen Ausdrucksformen. Beispiele sind: 
- „sehr, überaus, einigermaßen, halbwegs, größtenteils, kaum, haufenweise“.

Der adverbiale Gebrauch des Gradadverbs „sehr“, also  zusammen mit einem Verb („Er hat sehr geschrien“), ist eine Spezialität des Deutschen, die sich z. B. nicht auf das englische „very“ überträgt (Englisch nur: „very much“ oder „a lot“).

### Andere Verwendungen
Manchmal kommen Wörter, die ansonsten Modaladverbien sind, in Verwendungen vor, die von der Bedeutungsklasse der Modaladverbiale nicht abgedeckt werden (dies ist eben deswegen möglich, weil es sich beim Modaladverb um eine Wortart handelt, nicht um eine Satzfunktion). Vor allem kann das Adverb „gerne“ auf ein Modalverb wie „können, dürfen“ bezogen sein und dann eine sprecherbezogene Bedeutung annehmen:
- „Dein kleiner Bruder kann gerne mitkommen.“

Hier ist nicht gemeint, dass es dem Kleinen gefällt, mitzukommen, sondern dass der Sprecher des Satzes nichts dagegen hat. Da die Deutung sprecherbezogen ist, liegt hier ein Satzadverbial vor.

## Inhaltswörter und Verweiswörter
Neben Inhaltswörtern finden sich unter den Modaladverbien auch adverbielle „Fürwörter“ (Pro-Adverbien), die keine selbständige Bedeutung haben, sondern auf eine adverbielle Angabe anderswo im Text verweisen. Für Angaben der Art und Weise sind solche Proadverbien z. B. „genauso, derart, anders“ (zurückverweisend) oder „folgendermaßen“ (vorausverweisend). Die Wörter „so“ und, als entsprechendes Frageadverb, „wie“ sind als Proformen für fast alle Arten von Modaladverbialen einsetzbar; „wie“ auch als Relativadverb. Eine über Arten und Weisen quantifizierende Bedeutung zeigt daneben das Adverb „irgendwie“.

## Ein Problemfall: Erweiterung und Einschränkung
Manchmal werden Adverbien der Erweiterung (wie „außerdem, sonst, ebenfalls“) und Einschränkung  („trotzdem, allerdings, immerhin“) ebenfalls als Modaladverbien bezeichnet. Sie unterscheiden sich jedoch stark von den anderen Fällen: Adverbien dieses Typs fügen dem Satz keine Aussage hinzu, die zum Satzinhalt zählt und können dementsprechend nicht mit „wie“ erfragt werden:
- „Das Wetter ist zu schlecht, um rauszugehen – ich habe außerdem Kopfschmerzen“.

NICHT erfragbar: ??„Wie hast du Kopfschmerzen?“
Solche Wörter bezeichnen keine „Umstände“ einer Situation und keinen „Untertyp“ der vom Verb ausgedrückten Handlung, wie es bei Modifikatoren der Art und Weise oder der Intensität der Fall ist. In der heutigen wissenschaftlichen Grammatik des Deutschen werden diese Wörter nicht zu den Modaladverbien gerechnet (sofern man den Terminus „Modaladveb“ überhaupt benutzt). Viele der oben zu den Funktionen Erweiterung und Einschränkung genannten Adverbien gehören stattdessen eher in die Kategorien Konjunktionaladverb oder „Textadverb“, da sie das Verhältnis zu einer im Satz oder Text vorhergehenden Aussage bezeichnen.